# Toytepa
Nurafshon es una localidad de Uzbekistán, en la provincia de Taskent.
Se encuentra a una altitud de 393 m sobre el nivel del mar. 

## Demografía
Según estimación 2010 contaba con una población de 22 111 habitantes.